# Jakob Benediktsson
Sigurður Jakob Benediktsson (Skagafjordur, Islandia, 20 de julio de 1907 – 23 de enero de 1999 fue un historiador, lexicógrafo y traductor islandés, y una autoridad en las sagas y la traducción de manuscritos tempranos de la literatura de Islandia. De 1948 a 1977 fue director del Orðabókar Háskólans, el diccionario publicado por la Universidad de Islandia.
Entre 1956 y 1978 también participó en la redacción del diccionario Kulturhistorisk leksikon for nordisk middelalder, el diccionario multilingüe (en danés, noruego y sueco) especializado para investigadores del Medievo escandinavo.
Como traductor, es también conocido por haber traducido del islandés al danés, a partir de 1935, varias obras del futuro premio nobel de literatura (de 1955), Halldór Laxness.